# S.H. Kress & Co.
S.H. Kress & Co. was de handelsnaam van een warenhuisketen in de Verenigde Staten, opgericht door Samuel Henry Kress. Het bedrijf was actief van 1896 tot 1981. In de eerste helft van de 20e eeuw waren er in honderden steden en dorpen Kress-winkels met rijkelijk versierde architectuur te vinden.

## Geschiedenis
Kress opende in 1887 zijn eerste kantoorboekhandel en fourniturenwinkel in Nanticoke (Pennsylvania). De keten van S.H. Kress & Co. 5-10-25 Cent Stores werd in 1896 opgericht in Memphis. In de jaren 1920 en 1930 verkocht Kress grammofoonplaten onder het huismerk Romeo. De oprichter stierf in 1955.
De gebeurtenissen die leidden tot de Harlem-rellen van 1935 begonnen in het warenhuis Kress op West 125th Street 256, tegenover het Apollo Theater.
Doordat het bedrijf Afro-Amerikanen uitsloot van zijn lunchcounters werd Kress ook het doelwit van protesten voor burgerrechten tijdens de sit-ins bij de lunchcounters in 1960, samen met Woolworth's, Rexall en andere nationale ketens. In Nashville, Tennessee, weigerde Kress herhaaldelijk de demonstranten te bedienen, maar uiteindelijk zwichtte hij als reactie op een boycot door consumenten. Het filiaal in Greensboro (North Carolina) was betrokken bij de eerste demonstraties voor burgerrechten in het Zuiden. In de zaak Adickes v. SH Kress Co. heeft het Amerikaanse Hooggerechtshof veroordelingen voor landloperij, die het gevolg waren van een sit-in bij een lunchcounter van Kress in Mississippi, verworpen. De Kress-winkel in Baton Rouge was de locatie van de eerste sit-in voor burgerrechten in de stad. Die gebeurtenis heeft ertoe bijgedragen dat het 45 jaar later voor de sloop werd behoed. 
In 1964 nam Genesco, Inc. Kress over. Het bedrijf verliet de winkels in het stadscentrum en verhuisde naar winkelcentra. Genesco begon in 1980 met de liquidatie van Kress en de sluiting van de Kress-winkels. De resterende Kress-winkels werden op 1 januari 1981 verkocht aan McCrory Stores. De meeste winkels bleven onder de naam Kress opereren totdat McCrory Stores in 2001 failliet ging.
Tiendas Kress, de dochteronderneming in Puerto Rico, overleefde het moederbedrijf en is daar nog steeds actief. De Kress Foundation, een filantropische organisatie die kunst promoot, werd in 1929 door Kress opgericht en bestaat nog steeds, ook al is het moederbedrijf inmiddels ter ziele gegaan. 

## Architectuur
De Kress-keten stond bekend om de architectuur van zijn gebouwen. "Samuel H. Kress... zag zijn winkels als openbare kunstwerken die een bijdrage zouden leveren aan het stadsbeeld." Een aantal voormalige Kress-winkels worden erkend als architectonische bezienswaardigheden en veel ervan staan in het National Register of Historic Places, waaronder het gebouw uit 1913 aan Canal Street in New Orleans (nu het New Orleans Ritz-Carlton) en de neoklassieke winkel uit 1929 in Asheville (North Carolina). 

Bekende architecten van Kress waren onder meer Seymour Burrell, die in New York studeerde bij architect Emmanuel Louis Masqueray, en Edward Sibbert, die tussen 1929 en 1944 meer dan vijftig S.H. Kress & Co.-winkels in art deco-stijl ontwierp.
De gebouwen van Sibbert stroomlijnden het Kress-imago met een strakke, moderne uitstraling, het weelderige gebruik van terracotta ornamenten en krachtige verticale balken met de gouden letters 'Kress'. Gebogen glazen etalages leidden de klant door zware bronzen deuren naar een interieur vol rijk marmer, fijn hout en grote, op maat gemaakte toonbanken dwars over de lange verkoopvloer. Goed geplaatste hanglampen zorgden voor een lichte sfeer en een eindeloze hoeveelheid goedkope artikelen (in 1934 waren er 4.275 verschillende artikelen te koop). Alles – van de voortdurend aangevulde voorraad tot de elegante rustruimten en de populaire frisdrankfontein in de kelder – zorgde ervoor dat klanten bleven hangen. Net als de grote bioscopen van die tijd was de dime store – en 'Kress's' in het bijzonder – een populaire bestemming in moeilijke economische tijden. 
Sibbert's Mayan Revival Kress-winkel op Fifth Avenue in New York werd in 1935 gebouwd en in 1980 afgebroken.
Dit zeven verdiepingen tellende marmeren gebouw in art-deco-stijl was ontworpen voor alle winkelcomfort. Boven de verkoopvloer hingen Maya-goden ter versiering. De handschoenen, hangsloten en tuinartikelen die er te koop waren voorzien van Maya-stijl hiërogliefen. De winkel, die een gouden medaille voor architectonische kwaliteit kreeg, vertegenwoordigde het toppunt van het Kress-imperium op het gebied van luxe, moderniteit en verkoopcapaciteit. 
De Kress-winkel in het centrum van Greensboro, North Carolina, is een karakteristiek voorbeeld van het gebruik van uitgebreide details aan de buitenkant van het gebouw, zoals wapenschilden, siersmeedwer en artistieke, ingelegde  versieringen op de sluitstenen en hoeken.
Het National Building Museum in Washington, D.C., herbergt een permanente collectie van de Kress-gebouwarchieven, ‘waaronder duizenden tekeningen en foto’s met betrekking tot het ontwerp, de bouw en de exploitatie van meer dan 200 winkels van New York tot Hawaï.’

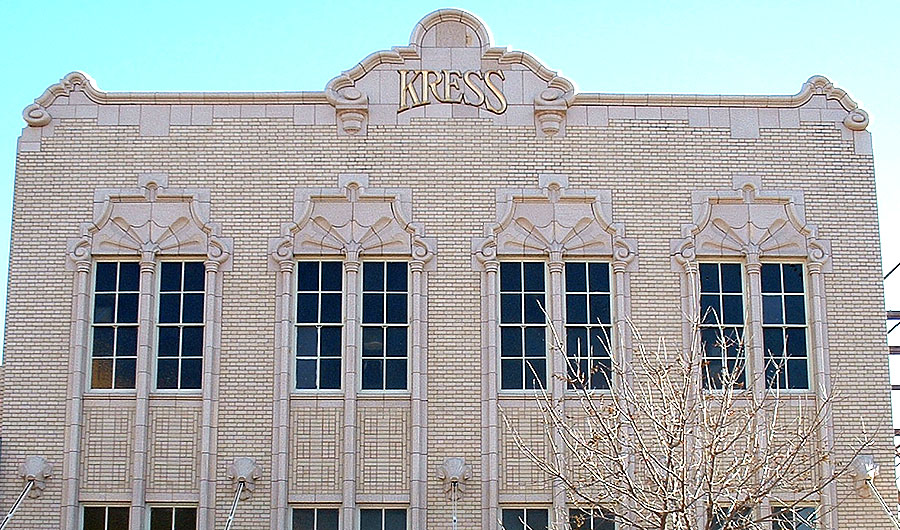
Kress-winkelgebouw in Lubbock, Texas, met het karakteristieke ontwerp
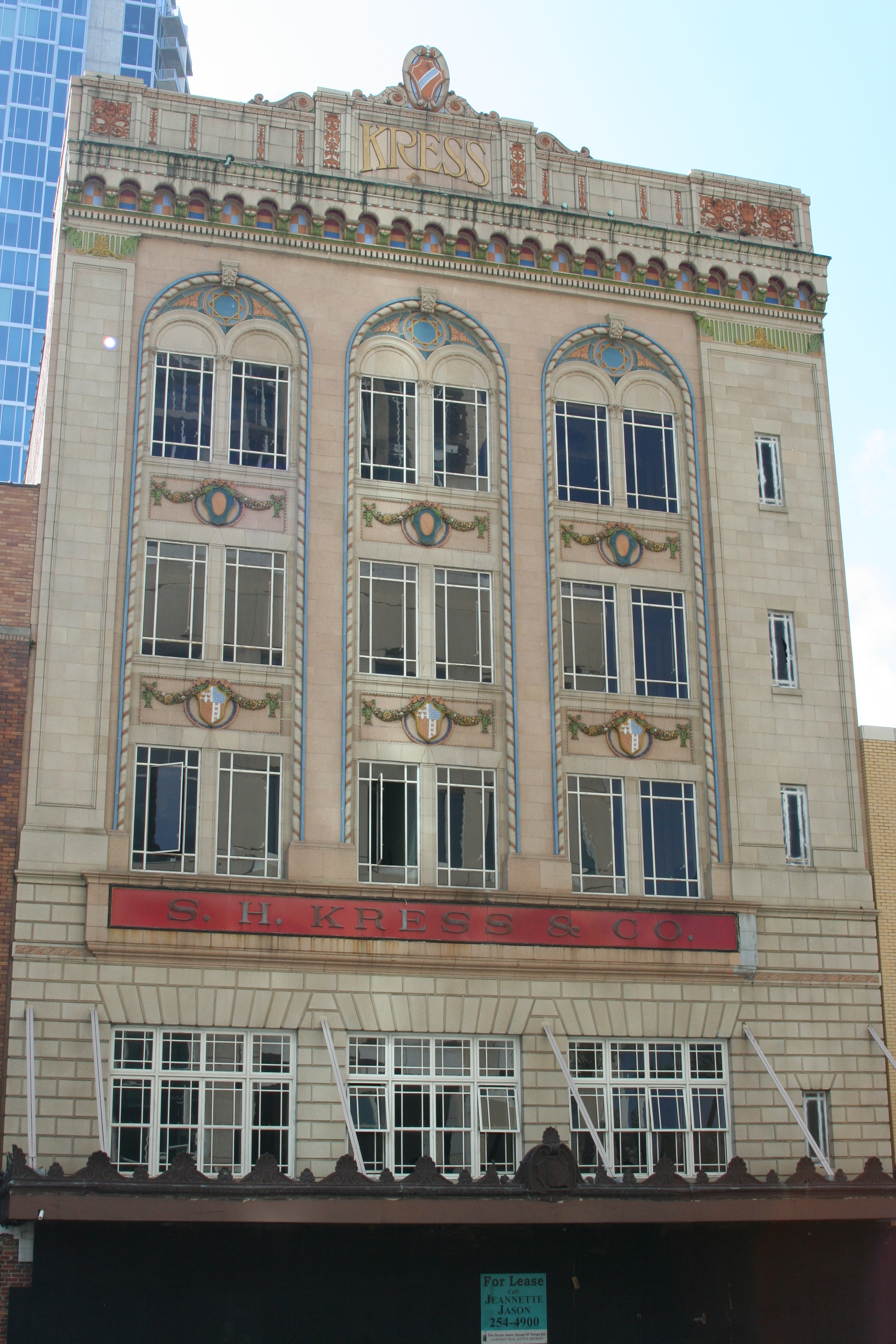
Een Kress-gebouw in Tampa, Florida
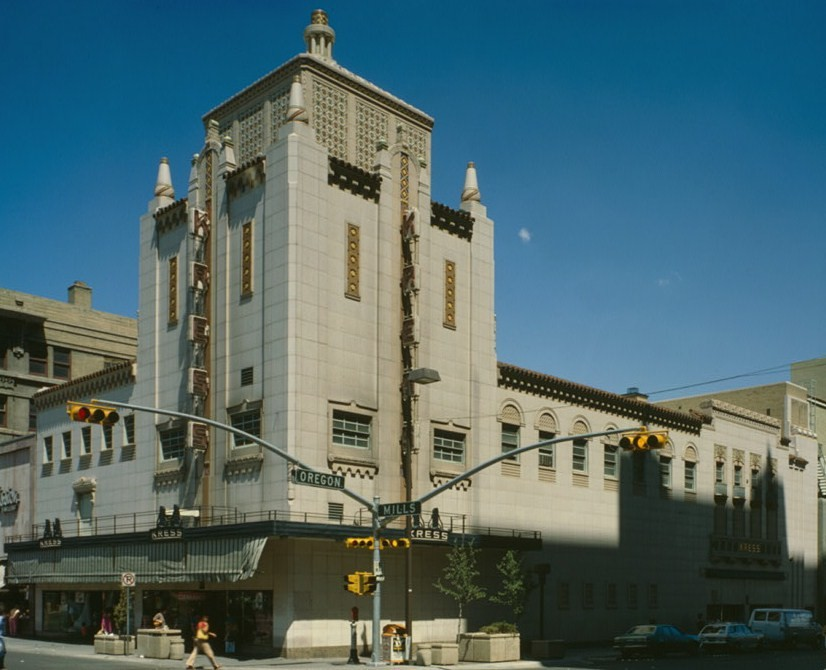
Kress-gebouw in El Paso, Texas
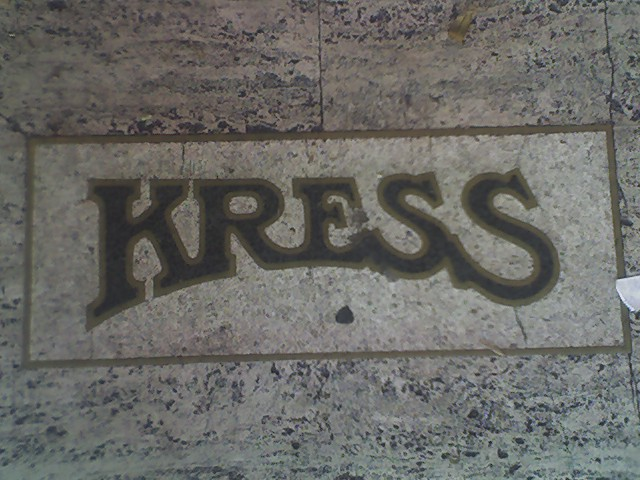
Kress-logo op de plek van de voormalige Kress-winkel in Berkeley, Californië
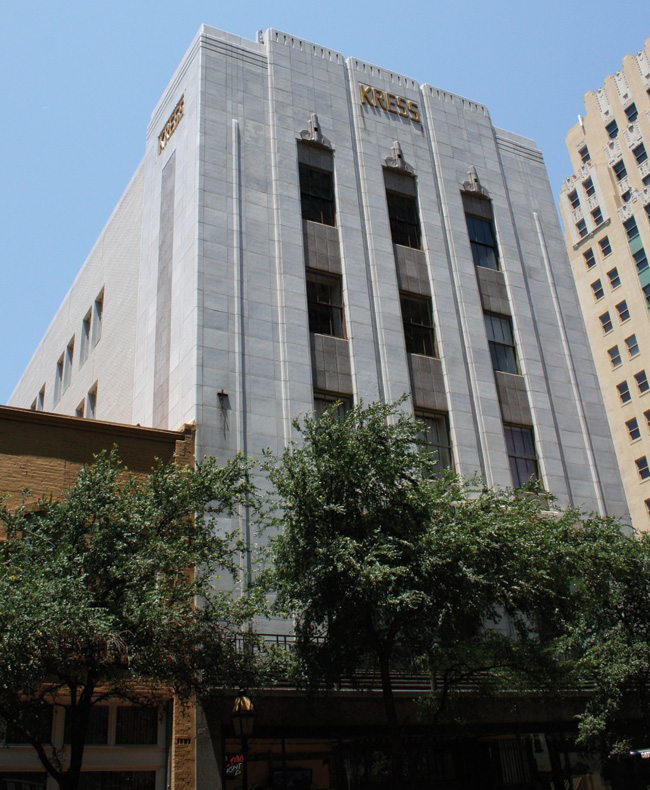
Onlangs gerenoveerd Kress-gebouw in Fort Worth, Texas
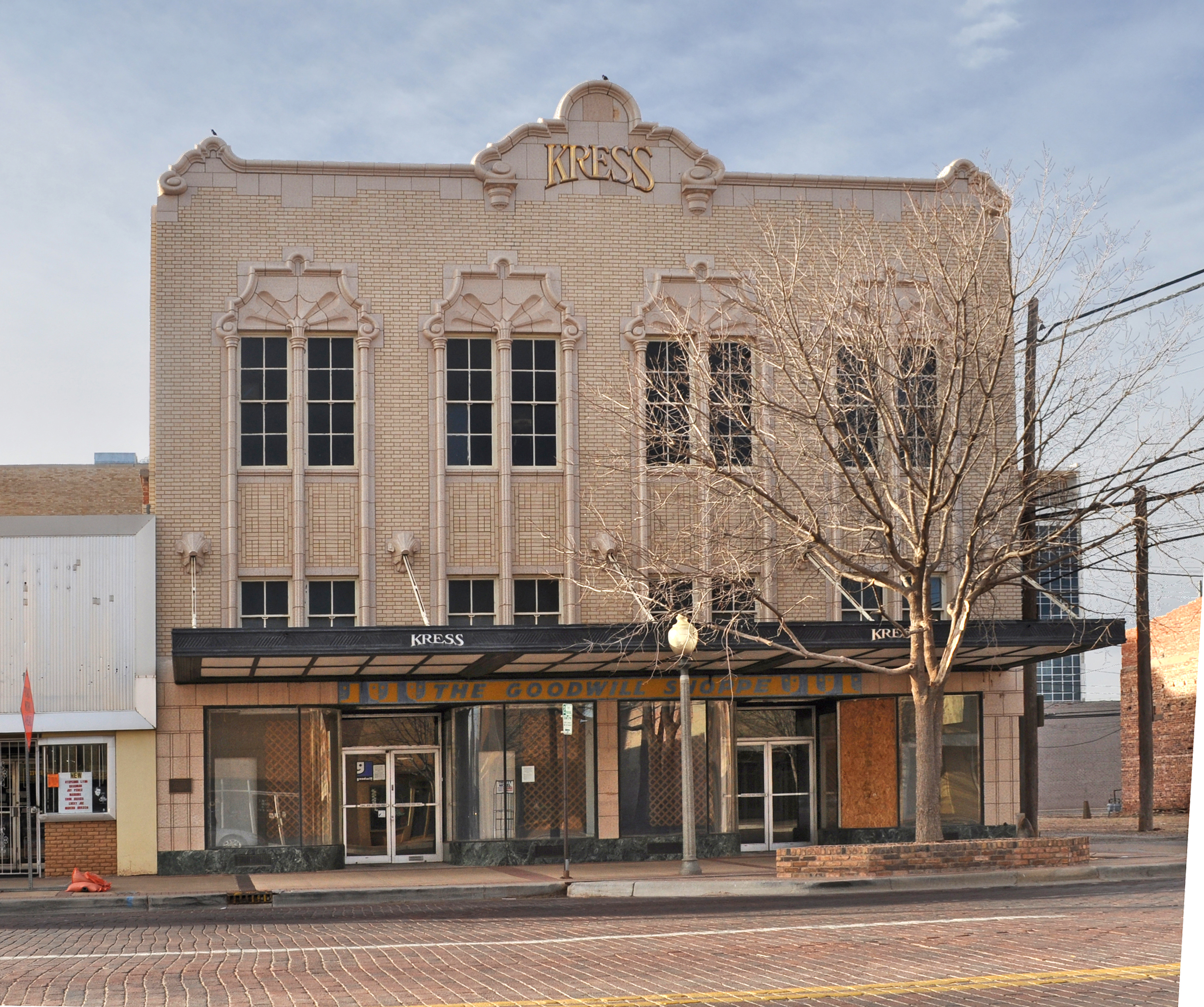
Kress Building in Lubbock, Texas, dat nu een goodwillwinkel is
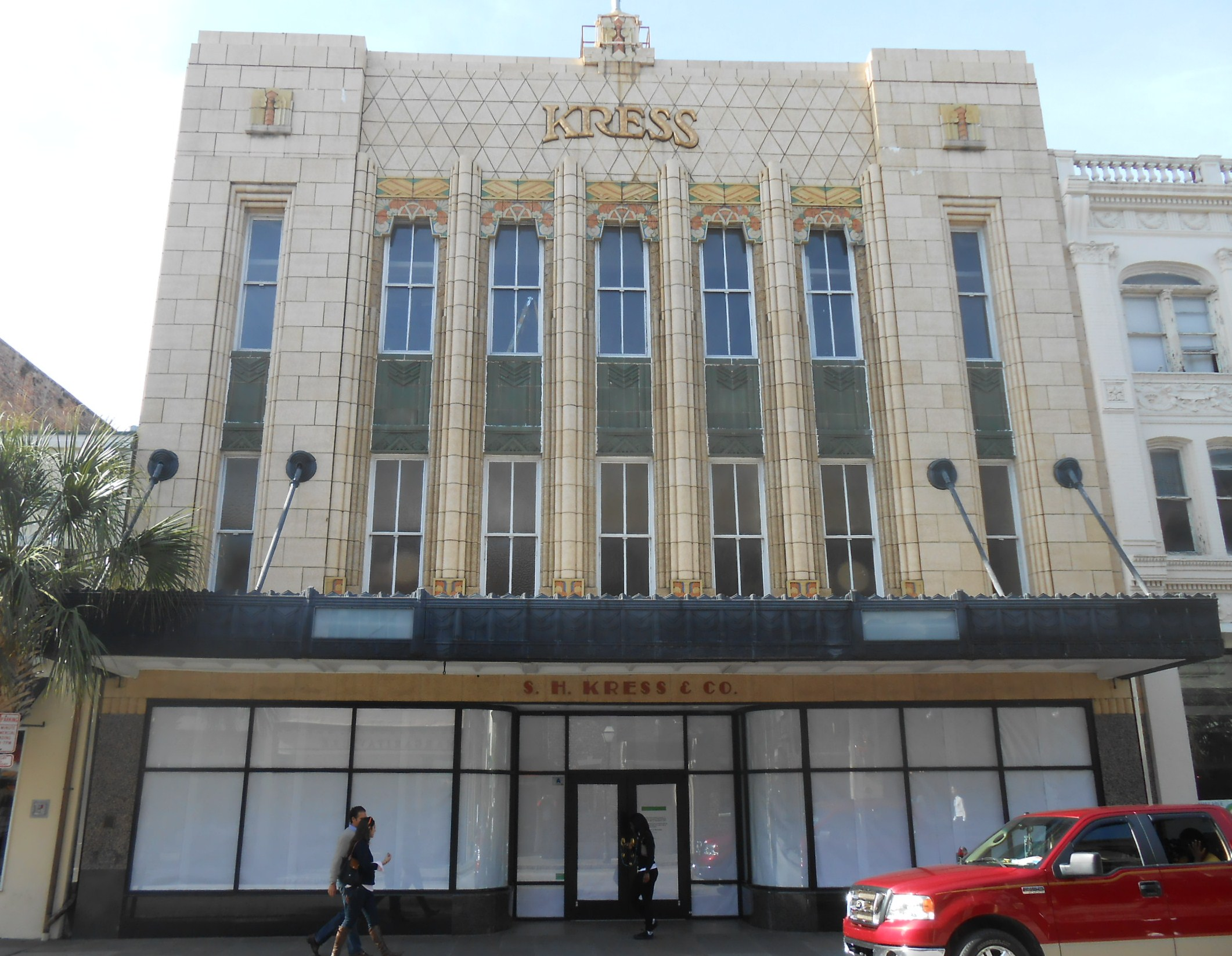
Kress-gebouw in Charleston, South Carolina, langs de belangrijkste winkelstraat
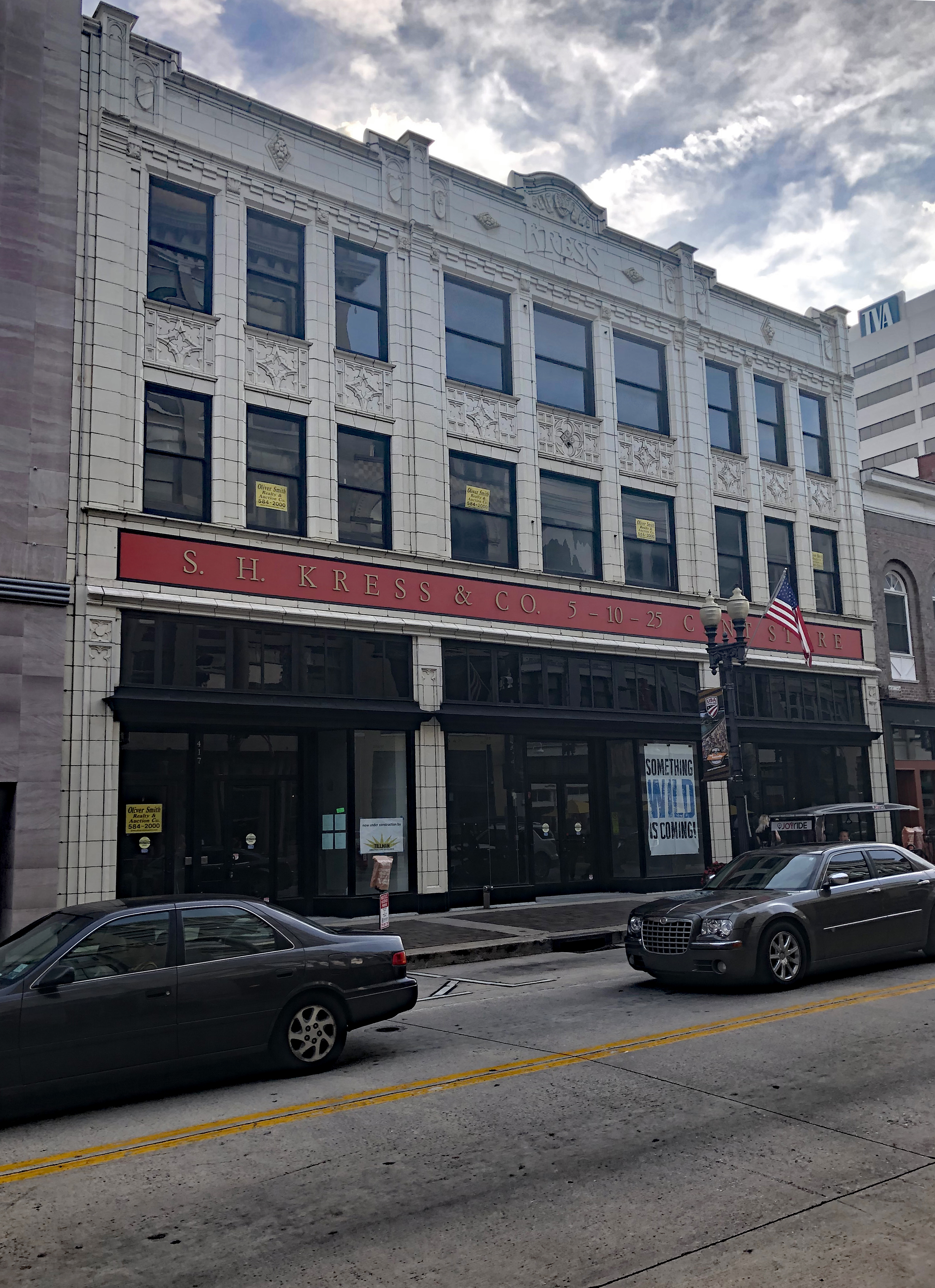
Voormalige S.H. Kress-winkel in het centrum van Knoxville, Tennessee